# Турдубаєв Жолочу Турдубайович
Жолочу Турдубайович Турдубаєв (нар. 15 грудня 1935, село Дархан, тепер Жеті-Огузького району Іссик-Кульської області, Киргизстан) — киргизький радянський діяч, 1-й секретар Іссик-Кульського обкому КП Киргизстану. Народний депутат Верховної ради Киргизької РСР 12-го скликання. Народний депутат Жогорку Кенеша Киргизької Республіки.

## Життєпис
У 1957 році закінчив фізико-математичний факультет Киргизького державного університету, здобув спеціальність вчителя математики.
У 1957—1958 роках — вчитель, у 1958—1963 роках — завідувач навчальної частини середньої школи імені Токтогула села Ісфана Лейлецького району; завідувач Лейлецького об'єднаного районного методичного кабінету Ошської області.
Член КПРС з 1962 року.
У 1963—1966 роках — інструктор сільського виробничого парткому Лейлецького району, завідувач агітаційно-пропагандистського відділу Лейлецького районного комітету КП Киргизії.
У 1966—1971 роках — інструктор Ошського обласного комітету КП Киргизії.
У 1971—1978 роках — 2-й секретар Токтогульського районного комітету КП Киргизії Ошської області.
У 1978—1982 роках — голова виконавчого комітету Ляйляцької районної ради народних депутатів Ошської області.
У 1982—1988 роках — 1-й секретар Ак-Суйського районного комітету КП Киргизії Іссик-Кульської області.
У 1988—1989 роках — 1-й заступник завідувача відділу організаційно-партійної роботи ЦК КП Киргизії.
У 1989—1991 роках — голова Комісії партійного контролю при ЦК КП Киргизії.
У квітні — серпні 1991 року — 1-й секретар Іссик-Кульського обласного комітету КП Киргизстану.
У 1992—1993 роках — голова Іссик-Кульського обласного комітету з охорони природи.
На 1993—2000 роки — голова Іссик-Кульського обласного кенешу (обласної ради депутатів).
У 2002—2007 роках — голова президії Іссик-Кульської обласної Ради ветеранів війни праці та збройних сил.
Потім — на пенсії.

## Нагороди та звання
- два ордени Трудового Червоного Прапора
- два ордени «Знак Пошани»
- медаль «За доблесну працю. В ознаменування 100-річчя з дня народження Володимира Ілліча Леніна» (1970)
- медалі
- Почесна грамота Президії Верховної ради Киргизької РСР